# Hal Newhouser
Harold Newhouser, soprannominato "Prince Hal" (Detroit, 20 maggio 1921 – Detroit, 10 novembre 1998), è stato un giocatore di baseball statunitense di ruolo lanciatore nella Major League Baseball (MLB). È stato introdotto nella National Baseball Hall of Fame nel 1992.

## Carriera
Newhouser debuttò nella MLB con i Detroit Tigers in 29 settembre 1939. Nei primi due anni da professionista ebbe problemi di controllo, concedendo più basi ball che strikeout, terminando con record di 9–9 e 9–11. Migliorò nel 1942 e 1943, terminando con basse medie PGL ma subendo più sconfitte che vittorie a causa del debole attacco dei Tigers.
Newhouser si impose all'attenzione nazionale nel 1944, diventando un lanciatore dominante nel baseball in tempo di guerra. Quella stagione ebbe un record di 29–9, guidando la lega in vittorie e strikeout (187). La sua media PGL di 2.22 fu la seconda della lega, con 25 gare complete e sei gare senza subire punti. I Tigers nel frattempo erano diventati una contendente per il titolo, finendo secondi nell'American League, con Newhouser che fu premiato come MVP della lega. Inoltre fu premiato come lanciatore dell'anno da The Sporting News.
Nel 1945, NewHouser fu convocato per il terzo All-Star Game consecutivo, che venne tuttavia cancellato per restrizioni ai viaggi. Newhouser quell'anno divenne il primo lanciatore a vincere due titoli di MVP consecutivi, contribuendo anche alla vittoria delle World Series da parte dei Tigers e conquistando la Tripla Corona dopo che guidò l'AL in vittorie (25, contro 9 sconfitte), media PGL (1.81) e strikeout (212). Inoltre guidò la lega in inning lanciati, gare come titolare, gare complete e shutout. Newhouser lanciò per quattro inning nell'ultima gara della stagione in cui Detroit rimontò e vinse il pennant. Per il secondo anno consecutivo fu anche premiato come lanciatore dell'anno. Divenne il giocatore più giovane (24 anni) a vincere il premio per due anni di seguito. Nelle World Series di quell'anno, Newhouser vinse due partite, di cui una gara completa, la settima e decisiva.
Nel 1946, Newhouser guidò ancora la lega in vittorie (26, con 9 sconfitte) e media PGL (1.94), mentre i suoi 275 strikeout furono il secondo risultato della AL.  Nel premio di MVP si classificò secondo dietro a Ted Williams. Nei cinque anni successivi continuò ad alti livelli, guidando la lega con 21 vittorie nel 1948. Dopo una stagione da 15–13 nel 1950, si infortunò a un braccio e il suo utilizzo venne molto limitato rispetto agli anni precedenti.
Dopo essere stato svincolato dai Tigers dopo la stagione 1953, Newhouser firmò coi Cleveland Indians dove fu il principale lanciatore di rilievo nel 1954, quando Cleveland vinse 111 gare e il pennant. Quell'anno concluse con un record di 7–2 e 2.54 di media PGL, lanciando nelle sue seconde World Series. Concluse la carriera con un record di 207–150 e 3.06 di media. Rimane l'unico lanciatore ad avere vinto due titoli di MVP consecutivi.

## Palmarès

### Club
- World Series: 1

Detroit Tigers: 1945

### Individuale
- MVP dell'American League: 2

1944, 1945
- MLB All-Star: 7

1942–1948
- Tripla Corona: 1

1945
- Leader dell'American League in vittorie: 4

1944–1946, 1948
- Leader della MLB in media PGL: 2

1945, 1946
- Leader della MLB in strikeout: 2

1944, 1945
- Numero 16 ritirato dai Detroit Tigers